# Franziskus Hennemann

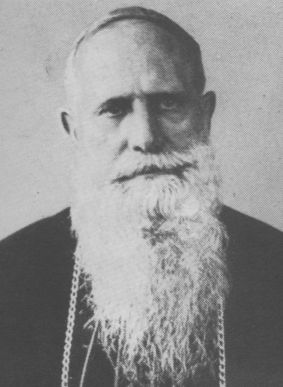
Franziskus Hennemann

Franziskus Xaver Hennemann SAC (* 27. Oktober 1882 in Holthausen, Schmallenberg im Sauerland; † 17. Januar 1951 in Kapstadt) war ein deutscher Missionsbischof. 

## Leben
Franziskus Hennemann war Sohn eines „Handelsmannes“ und trat nach dem Besuch der Rektoratsschule in Fredeburg (Schmallenberg) 1899 in die Gesellschaft der Pallottiner in Ehrenbreitstein ein. Am 24. Juni 1907 empfing er die Priesterweihe. 
Bereits in seiner Schulzeit war er von Berichten über Missionare in Übersee fasziniert und ließ sich daher unmittelbar nach seiner Weihe nach Afrika entsenden. Noch als Gehilfe des Missionsbischofs Vieter unternahm er zahlreiche Missionsreisen in das Innere Kameruns. Durch die engen Kontakte mit den Einheimischen lernte er ihre Sprache, lebte sich in Denk- und Lebensweise ein und wurde Kenner der religiösen Vorstellungen in diesem Gebiet. Durch seine Reisen trug er auch zur Erforschung des Landes bei. 
Papst Pius X. ernannte ihn am 16. Juli 1913 zum Titularbischof von Coptus und bestellte ihn zum Koadjutor des schwer erkrankten Apostolischen Vikars von Kamerun, Heinrich Vieter. Die Bischofsweihe spendete ihm am 26. April 1914 sein Ordensbruder und Amtsvorgänger Bischof Heinrich Vieter SAC; Mitkonsekratoren waren Armengol Coll y Armengol CMF, Apostolischer Vikar von Fernando Poo in Äquatorialguinea, und Bischof Louis Jean Martrou CSSP, Apostolischer Vikar von Gabun. Zum 7. November 1914 erfolgte die Ernennung zum Apostolischen Vikar von Kamerun. Von einem Deutschlandaufenthalt nach seiner Bischofsweihe konnte er jedoch, infolge des Ersten Weltkriegs, nicht mehr nach Kamerun zurückkehren. 1916 mussten auch alle anderen Missionare mit allen Deutschen das Land verlassen. 
Da sie auch nach Ende des Krieges nicht zurückkehren konnten, übernahm Hennemann 1922 nach Ernennung durch Pius XI. die Missionsarbeit in der Apostolischen Präfektur Oudtshoorn in Südafrika. Dort begann auch seine erfolgreiche Aufbauarbeit. Bemerkenswerterweise setzte Hennemann sich bei seiner Arbeit über die Apartheidsbestimmungen hinweg. Wegen seiner Erfolge ernannte ihn der Papst 1933 zum Apostolischen Vikar von Kapstadt/Südafrika, der südafrikanischen Mutterkirche. Zu Beginn seiner Amtszeit war das kirchliche Leben erstarrt. Trotz schlechter wirtschaftlicher Verhältnisse schaffte es Hennemann, elf neue Kirchen, verschiedene Kapellen, Schulen und karitative Einrichtungen zu gründen. 
Fortschreitender Verfall seiner Gesundheit zwang Hennemann 1949 während eines Aufenthaltes in Rom, sich entpflichten zu lassen. Seinem Rücktrittsgesuch wurde durch Pius XII. stattgegeben. Er zog sich in das Hospital der Pallottinerinnen in Kapstadt (Vincent Pallotti Hospital) zurück, wo er auch starb.
Hennemann war Ehrenmitglied der Katholischen Studentenverbindung Rheno-Borussia in Bonn im KV.

## Werke
- Sieben Jahre Missionsarbeit in Kamerun. In: Zeitfragen aus der Weltmission 1918
- Zwei Grundfragen afrikanischer Missionsarbeit. In: ZM 9, 1919
- Die religiösen Vorstellungen der heidnischen Bewohner Süd-Kameruns. In: Franz Fessler (Hrsg.): Ehrengabe dt. Wiss., 1920
- Werden und Wirken eines Afrikamissionars. Erlebtes und Erschautes. Pallottiner Verlag, Limburg an der Lahn 1922, 180 S.